# Eisenbahnunfall von Bischweiler
Bei dem Eisenbahnunfall von Bischweiler (heute: Bischwiller) fuhr am 4. Januar 1900 ein Schnellzug, der von Berlin über Frankfurt nach Basel unterwegs war, im Bahnhof Bischweiler in Elsaß-Lothringen auf einen haltenden Güterzug auf. Vier Menschen starben.

## Ausgangslage
Der Schnellzug D 76 von Berlin wurde vermutlich von einer Dampflokomotive der Baureihe A 13 gezogen. Ihr folgten der Gepäckwagen, der Postwagen Nr. 658 und anschließend die Personenwagen. Der Zug verließ um 13:54 den Bahnhof Hagenau an der Bahnstrecke Vendenheim–Weißenburg, die damals zum Netz der Reichseisenbahnen in Elsaß-Lothringen (EL) gehörte. Er setzte damit seine Fahrt in Richtung Straßburg mit dem Ziel Basel fort. Im Bahnhof Bischweiler war planmäßig die Durchfahrt ohne Halt vorgesehen.
Im Streckenabschnitt vor dem Schnellzug befand sich ein Güterzug, der mit 40 Minuten Verspätung unterwegs war. Um dessen Verspätung nicht auf den Schnellzug zu übertragen, entschied der Fahrdienstleiter in Bischweiler, den Güterzug im Bahnhof anzuhalten und den Schnellzug hier vorbei zu lassen. Er ließ den Güterzug dazu auf Gleis 4 einfahren, dort anhalten und warten. Als letztes Fahrzeug im Güterzug lief ein Kesselwagen, der in einem 40 m3 fassenden Behälter Spiritus geladen hatte. Vorgesehen war, den Schnellzug auf Gleis 6 durchfahren zu lassen.
Im Bahnhof Bischweiler fanden Bauarbeiten für die damals im Bau befindliche Verbindungskurve nach Oberhofen an der Bahnstrecke Steinburg-Rastatt statt. Dazu waren Abhängigkeiten zwischen Weichen und Signalen außer Betrieb gesetzt.

## Unfallhergang
Als der Schnellzug auf den Bahnhof Bischweiler zufuhr, zeigte dessen Einfahrsignal „Fahrt frei“, so dass der Lokführer mit maximal zulässiger Geschwindigkeit in den Bahnhof einfuhr. Er bremste erst, als er erkannte, dass eine Weiche vor ihm auf Einfahrt in Gleis 4 gestellt war, wo vor ihm der haltende Güterzug stand: Nach Einfahrt des Güterzuges war vergessen worden, die Weiche umzustellen.
Die Lokomotive des Schnellzuges zertrümmerte auch den letzten Wagen des Güterzuges. Der darin beförderte Spiritus wurde freigesetzt, ergoss sich über und in die Lokomotive und die beiden folgenden Wagen des Schnellzuges, entzündete sich sofort und explodierte. Pack- und Postwagen verbrannten komplett.

## Folgen
Die drei Postbeamten im Postwagen verbrannten. Der Schaffner des Gepäckwagens und der Zugführer, der sich ebenfalls im Packwagen aufhielt, konnten sich schwer verletzt durch eine Lücke in der Wand des Wagens, die der Unfall gerissen hatte, in Sicherheit bringen. Lokomotivführer und Heizer sprangen mit brennender Kleidung ab und wurden beide schwer verletzt. Der Heizer erlag seinen Verletzungen später im Krankenhaus. Im Zug brach Panik aus. Trotzdem wurde von den Reisenden und dem Personal im hinteren Zugteil niemand verletzt.
Die Werkfeuerwehr einer der Unfallstelle benachbarten Jute-Fabrik und die Ortsfeuerwehr von Bischweiler waren sehr schnell zur Stelle und konnten verhindern, dass das Feuer auf die nachfolgenden Wagen des Zuges übergriff. Einem der aus der Fabrik zur Hilfe geeilten Arbeiter gelang es, in den Führerstand der Lokomotive vorzudringen und die Hähne zu öffnen, um den Dampf abzulassen, unter dem die Maschine immer noch stand. Er verhinderte damit wahrscheinlich eine Kesselexplosion.
In dem anschließenden Strafverfahren wurde der verantwortliche Weichensteller für schuldig befunden und zu einer Gefängnisstrafe verurteilt.